# Сюй Лэй
Сюй Лэй (徐磊 род.1982, Цзясин) — китайский писатель, работающий под псевдонимом Нань Пай Сан Шу (南派三叔) в жанре приключенческого фэнтези и получивший широкую известность благодаря серии романов «Записки расхитителя гробниц» (盗墓笔记), начатой в 2006 году.

## Карьера и достижения
Сюй  Лэй родился 20 февраля 1982 года в уезде Цзяшань города Цзясин провинции Чжэцзян. Он учился в средней школе № 2 Цзяшань и окончил университет Чжэцзян Шурэн. До начала своей писательской карьеры Сюй Лэй работал сотрудником международной торговой компании.
Сюй Лэй начал свою писательскую деятельность в 2006 году с публикации первого романа серии «Записки расхитителя гробниц». Эта серия быстро завоевала популярность, сделав его одним из ведущих авторов в жанре приключенческой литературы. В 2011 году он занял второе место в шестом рейтинге самых богатых писателей Китая с доходом от авторских отчислений в размере 15,8 миллиона юаней.
В 2011 году Сюй Лэй основал журнал «Чао Хао Кан» (超好看), а в 2012 году — журнал «Цзинь Тан Хао» (惊叹号), посвященные литературе и комиксам. В 2014 году он учредил компанию «Nanpai Yingshi» (南派影视投资管理公司) и творческую студию «Waixingren Gongzuoshi» (外星人工作室). В том же году, совместно с художником Чжоу Каем, он основал студию «K2».
Сюй Лэй в Китае более известен под псевдонимом Наньпай Саншу (南派三叔). Псевдоним «Наньпай Саншу» переводится как «Третий дядя южной школы». История возникновения этого псевдонима связана с подписанием первого издательского договора. Когда Сюй Лэй получил контракт на публикацию, ему необходимо было указать псевдоним, но времени на его обдумывание не было. В тот момент он вспомнил имя одного из главных героев «Записок расхитителя гробниц» и использовал его в качестве псевдонима. С тех пор писателя часто называют «Третьим дядей» и ассоциируют с персонажем его книги.

## Награды и признание
В 2019 году Сюй Лэй был включен в список номинантов на вторую премию Мао Дуня для молодых писателей в категории сетевой литературы.

## Основные произведения

### Серия «Записки расхитителя гробниц» (盗墓笔记)
- «Дворец семи звезд Лу Шан Вана» (七星鲁王宫)
- «Подводная гробница. Гнев моря» (怒海潜沙)
- «Священное дерево Циньлина» (秦岭神树)
- «Небесный дворец, парящий над облаками» (云顶天宫)
- «Город-призрак Змеиного болота» (蛇沼鬼城)
- «Возвращение к тайнам морских глубин» (谜海归巢)
- «Старый терем Иньшань» (阴山古楼)
- «Каменный силуэт Цюньлуна» (邛笼石影)
- «Великое завершение» (大结局)

### Другие произведения
- «Тибетский морской цветок» (藏海花)
- «Песчаное море» (沙海)
- «Перезапуск: Гром над дальним морем» (重启之极海听雷)

## Экранизации и продюсирование
Серия «Записки о гробницах» послужила основой для нескольких адаптаций:
- Веб-сериал «Хроники расхитителей гробниц» / «Затерянная гробница» (盗墓笔记)(2015) (англ)
- Фильм «Налётчики во времени» (2016)
- Веб-сериал «Мистическая девятка» (老九门) (2016) (англ.)
- Веб-сериал «Затерянная гробница 2: Гнев моря» (怒海潜沙&秦岭神树) (2019)(IMDb)
- Веб-сериал «Затерянная гробница 3: Последние хроники» (终极笔记)(2020) (англ.)
- Веб-сериал «Песчаное море» (沙海) (2018)(IMDb)
- Веб-сериал «Тибетский морской цветок» (藏海花)(2024)(IMDb)

Помимо адаптаций своих произведений, Сюй Лэй выступил продюсером нескольких проектов:
- Телесериал «Любовное приключение» (寻找爱的冒险) (2016) (кит.)
- Развлекательное шоу «Семьдесят два этажа загадок» (七十二层奇楼) (2017) (кит.)
- Телесериал «Золотые глаза» (黄金瞳) (2019) (англ.)

## Личная жизнь и временный перерыв в творчестве
В марте 2013 года Сюй Лэй объявил о временном прекращении литературной деятельности из-за высокого уровня стресса. В апреле того же года он сообщил о личных проблемах, включая внебрачную связь и предстоящий развод. Однако позже он возобновил писательскую деятельность, продолжив радовать читателей новыми произведениями.